# Boronia serrulata
Boronia serrulata es una especie de arbusto perteneciente a la familia de los cítricos. Es originaria de Australia.

## Descripción
Es un arbusto que alcanza un tamaño de 0.5-1.5 m de alto; las ramillas glabras o, rara vez, escasamente pilosas con pelos simples. Follaje denso, aplastado en el tronco, fuertemente aromático, 1-folioladas, la lámina amplio obovada, de 7-18 mm de largo, 5-9 mm de ancho, el ápice agudo, margen finamente dentado, glabras, gruesas, a menudo teñido de rojo; ± sésiles. Las inflorescencias son terminales, con 1-4 flores; pedicelos de 1-3 mm de largo con flores ± sésiles. Cáliz glabro. Pétalos de 7-11 mm de largo, imbricados, de color rosa brillante, glabros, no persistentes en el fruto. Filamentos de los estambres con el ápice hinchado. Vestigios de estilo, oculto por el estigma hinchado.

## Distribución y hábitat
Crece en lugares húmedos y cálidos en suelos de arena, sobre todo en una franja costera en el distrito de Sídney en Nueva Gales del Sur.

## Taxonomía
Boronia serrulata fue descrita por James Edward Smith y publicado en Tracts Relating to Natural History: 292, t. 5, en el año 1798.